# Ники Волос
«Ники Волос» (греч. Νίκη Βόλου) ― футбольный клуб города Волос, Греция.
По состоянию на 2018 год команда играла в Гамма Этники, третьей футбольной лиги Греции. В 2021 году была включена в Суперлигу 2.
В 1976 году команда одержала победу на Футбольном кубке среди команд-любителей.

## Цвета и эмблемы
На эмблеме клуба Ники Волос изображена древнегреческая богиня Ника в том образе, в котором она запечатлена в статуи Ники Самофракийской. Образ богини победы также был изначальной эмблемой футбольного клуба Паниониос из города Смирна, который в своё время был одним из самых престижных греческих клубов из Ионии, прежде чем он был разогнан и вновь учреждён в Афинах после окончания Второй греко-турецкой войны. Среди основателей ФК Ники Волос были многие беженцы из Смирны (ныне Измир) и его окрестностей. Поэтому они решил восстановить свою эмблему, однако уже будучи в составе своего нового клуба.

## Поддержка
Самая известная группа поддержки футбольного клуба ― объединение фанатов под названием «Клуб синих», или «Индейцы», образованное в 1985 году. Официально известно как «Клуб синих имени Панагиотиса Нтокоузиса» ― в память об одном из членов-основателей объединения, который погиб в дорожно-транспортном происшествии, управляя мотоциклом. Ещё один клуб поддержки команды ― «Клуб синих ангелов, 1994», который был образован в 1994 году и пользуется широкой популярностью в среде греческих ультрас.